# 消費者信用生活協同組合
消費者信用生活協同組合（しょうひしゃしんようせいかつきょうどうくみあい）とは、岩手県盛岡市に本部を置く生活協同組合である。地域では「信用生協」と呼ばれている。

## 沿革
- 1969年9月 - 岩手県消費者信用生活協同組合設立・・・「協同互助の精神」に基づき、全国に先がけて貸付事業を行う生協法人として岩手県知事の認可を受け設立。
- 2010年6月 - 八戸市内にて事業開始。消費者信用生活協同組合に改称
- 2011年8月 - 青森県全域にて事業開始

## 事業所
- 盛岡事務所・本部（岩手県盛岡市）
- 北上事務所（岩手県北上市）
- 釜石事務所（岩手県釜石市）
- 八戸事務所（青森県八戸市）
- 青森事務所（青森県青森市）

## 事業
岩手県・青森県を組合の事業区域としている。両県に居住、または勤務されている20歳以上の者への融資や、お金に関する相談全般を承っている。
また、複合的な悩み（主にお金のこと、家庭のこと、心の悩み）を抱えた方に対する解決のための支援ネットワークを構築し、貸付事業だけではない次の活動を行っている。
- 弁護士会、司法書士会との提携により無料法律相談会
- 各市町村との提携による地域相談会、保健師を交えた総合相る会
- 社会福祉協議会と消費生活センターとの提携による「くらしとお金の合同相談会」（岩手県のみ）

### 相談支援
- 生活資金相談
- 債務相談
- 家計改善支援事業

### 地域別相談会
- 岩手県
  - 二戸市・岩泉町・八幡平市・宮古市
  - 奥州市（旧江刺区・水沢区含む）・花巻市・金ケ崎町・一関市（旧千厩町含む）・遠野市
  - 大船渡市・陸前高田市
- 青森県
  - 久慈市・十和田市
  - 弘前市・五所川原市・むつ市

### 貸付
生協の事業のため、貸金業法の適用を受ける貸金業ではない。
- 消費者救済資金貸付制度（自治体提携）
  - スイッチローン
  - 生活再建資金
- 生活再生資金貸付制度（生協独自ローン）
  - サポートローン
  - オートローン
  - 教育ローン
  - メンバーローン
  - 不動産活用ローン